# Den tunesiske kvartet for national dialog
Den tunesiske kvartet for national dialog (Tunisian National Dialogue Quartet) er en gruppe af fire tunesiske organisationer som arbejder for at indføre og sikre et stabilt demokrati efter jasminrevolutionen i 2011. Kvartetten blev dannet i december 2013 da demokratiseringsprocessen i Tunesien risikerede at falde sammen på grund af politiske mord og omfattende social uro i landet.
Kvartetten består af fire organisationer fra forskellige sektorer og med forskellige prioriteter: arbejdsliv og velfærd, retstatsprincipper og menneskerettigheder:
- Fagforeningen Union Générale Tunisienne du Travail (UGTT)
- Arbejdsgiverorganisationen Union Tunisienne de l’Industrie, du Commerce et de l’Artisanat (UTICA)
- Menneskerettighedsorganisationen La Ligue Tunisienne pour la Défense des Droits de l’Homme (LDTH)
- Den nationale advokatforening Ordre National des Avocats de Tunisie.

Kvartetten blev tildelt Nobels fredspris 2015 "for dens afgørende bidrag til opbygningen af et pluralistisk demokrati i Tunesien i kølvandet på jasminrevolutionen 2011".